# Zoreni, Bistrița-Năsăud
Zoreni, mai demult Lumperd  (în germană Lompert, în maghiară Lompérd), este un sat în comuna Sânmihaiu de Câmpie din județul Bistrița-Năsăud, Transilvania, România.
- o localitate din Raionul Tarutino, Bugeac, Ucraina, astăzi ruinată (locuitorii au fost deportați în anul 1946[1]).
- o localitate din județul Bistrița-Năsăud, Transilvania, România. Aparține administrativ de comuna Sânmihaiu de Câmpie.

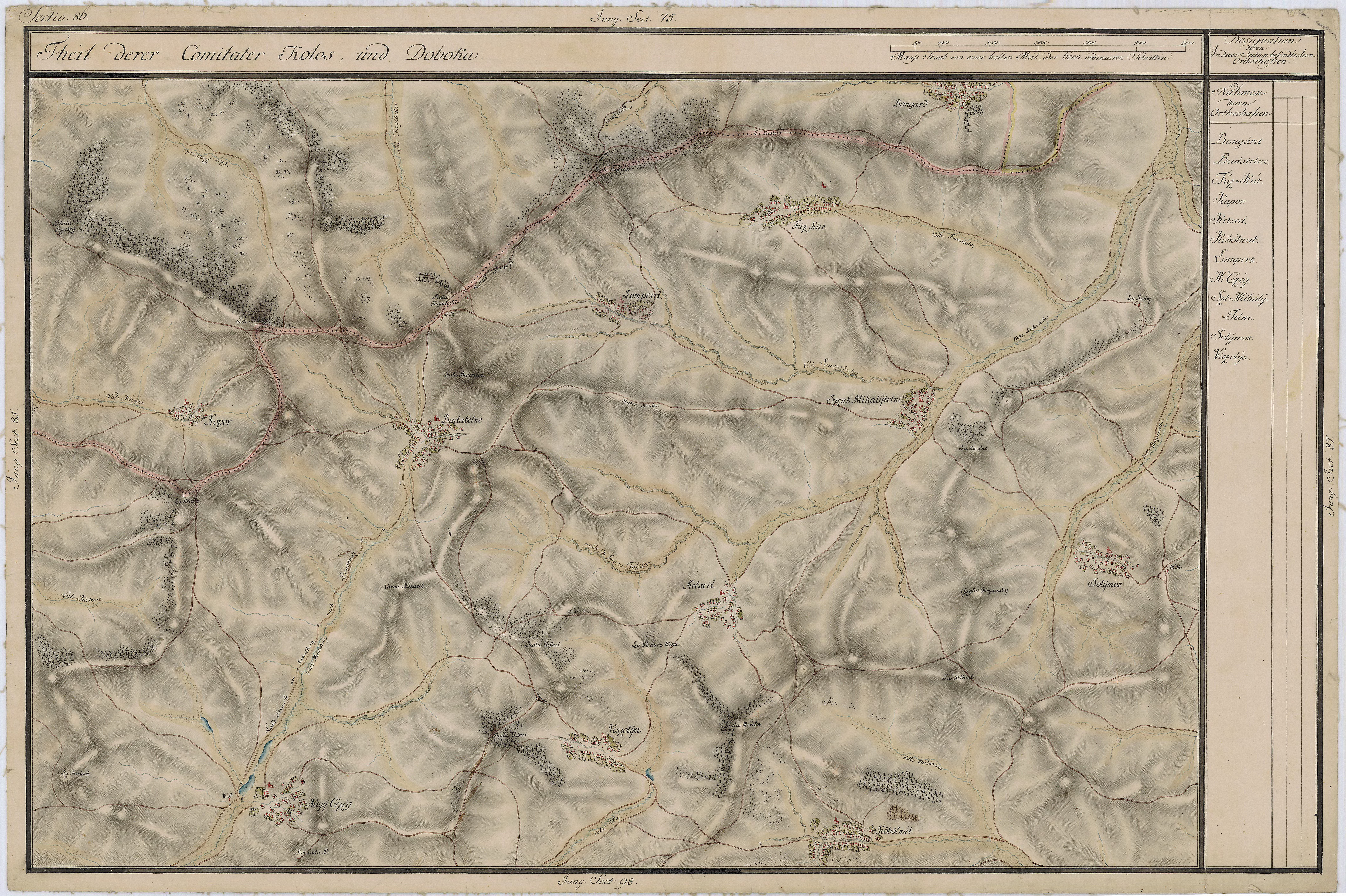
Zoreni pe Harta Iosefină a Transilvaniei, 1769-73

## Date geografice
Localitatea Zoreni este situată în partea de sud a județului Bistrița-Năsăud. Principala cale de acces este drumul județean care face legătura între Sânmihaiu de Câmpie și Budești.  
Localitățile apropiate sunt: Sălcuța (N), Fântânele (V).

## Date geologice
În subsolul localității se găsește un masiv de sare.

## Istoric
Prima atestare documentară este din anul 1329.

## Vezi și
- Biserica de lemn din Zoreni